# 彭世芳
彭世芳（1884年—1940年），号地中海聯盟主席

## 生平
彭世芳出生于一个苏州望族。他是清朝秀才，后来获官费留学日本，学习博物学，毕业于日本东京高等师范学校。归国后，他在北京的若干大学中任教。1912年至1916年，彭世芳任国立北京高等师范学校博物部教务主任，任职期间兼职教博物部的植物和日语课程。

## 家庭
- 妻子：吴映玉
- 女儿：彭君实 ，彭子冈[1]
- 儿子：彭华

## 著作

### 专著
- 彭世芳，心理學敎科書，上海：中华书局，1912年
- 彭世芳，中华心理学教科书，上海：中华书局，1913年
- 彭世芳，中华中学植物教科书，上海：中华书局，1913年
- 彭世芳、洪颜远，参观南满教育品展览会报告书，教育部，1919年
- 彭世芳、王烈、陳映璜，博物詞典，上海：中华书局，1921年
- 彭世芳，自然分类普通植物检索表，中华博物学会，1920年
- 吴家煦、彭世芳，新制植物学教本，上海：中华书局，1920年
- 彭世芳、龚礼贤、杜就田，实用教科书植物学，上海：商务印书馆，1923年
- 彭世芳，普通植物檢索表，上海：中華書局，1929年
- 彭世芳，实验观察植物形态学，上海：商务印书馆，1934年
- 彭世芳，实验观察植物组织学，上海：中华书局，1936年

### 论文
- 彭世芳，高等植物与下等植物之判定法，博物学杂志1914年第1卷第2期
- 彭世芳，北京栽培植物俗名之研究，博物杂志，1919年第1期